# Talgarth
Talgarth er en købstad og valgkreds, der ligger i det sydlige Powys, Mid Wales, omkring 19 km nordøst for Brecon og 24 sydøst for Builth Wells. Blandt byens notable bygninger er kirken fra 1300-tallet og et middelalderligt beboelsestårn. Ifølge  legenden skulle Talgarth have været hovedstad i kongeriget Brycheiniog i middelalderen. Det har tidligere tilhørt det historiske county Brecknockshire. I 2011 havde byen med 1.724 indbyggere.